# تشيري هود
تشيري هود (بالإنجليزية: Cherry Hood)‏ هي رسامة أسترالية، ولدت في 11 سبتمبر 1959 في سيدني في أستراليا.